# Bvumba

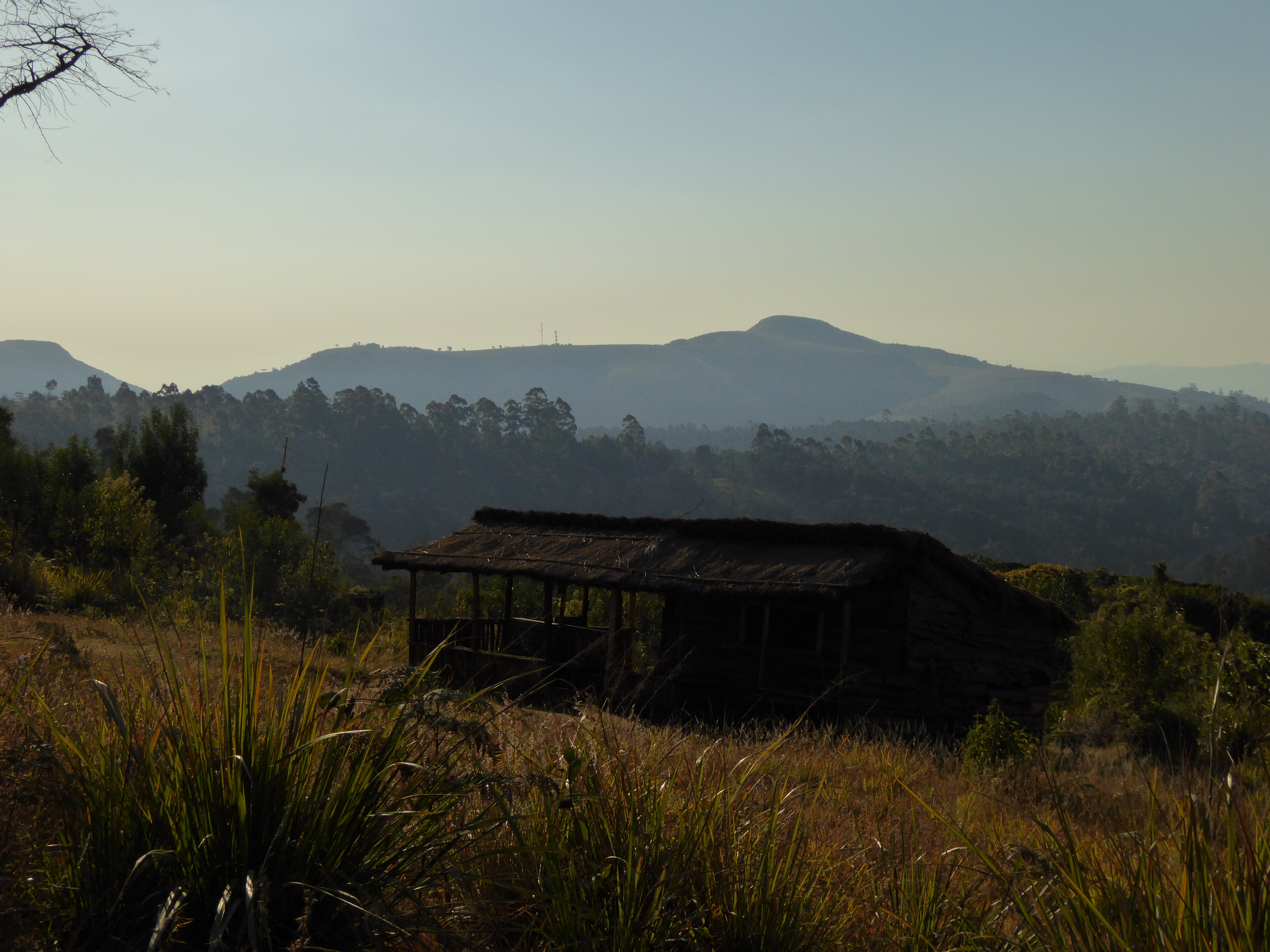
Hütte in den Bergen von Bvumba

Bvumba (auch Vumba; englisch auch Bvumba Mountains, portugiesisch Monte Vumba) ist eine Bergregion in der Provinz Manicaland im Osten Simbabwes und in der Provinz Manica in Mosambik. Sie liegt nur wenig südöstlich von Mutare.
Der Name stammt vom Shona-Wort für „Dunst“. Die höchste Erhebung ist mit 1911 Metern über dem Meeresspiegel der Castle Beacon in Simbabwe. Das Gebiet zeichnet sich durch bewaldete Höhen und tiefe, oft nebelverhangene Täler aus. Es besteht überwiegend aus Granit. Der mittlere jährlich Niederschlag beträgt 1800 bis 2000 Millimeter.
Im Zentrum liegen das Bunga Forest Botanical Reserve und der Vumba Botanical Garden. Um den Berg Leopard Rock ranken sich zahlreiche Mythen. Bvumba ist touristisch bedeutsam. Es bildet mit dem Chimanimani-Bergmassiv und Nyanga-Nationalpark das östliche Hochland von Simbabwe. Der Berg Chinhamapere auf der mosambikanischen Seite weist wertvolle Felsmalereien von Jäger und Sammlern auf, so dass Mosambik 2008 die Aufnahme in die Liste des UNESCO-Welterbes beantragte.